# Ohlendorf (Seevetal)
Ohlendorf – dzielnica gminy Seevetal w powiecie Harburg w niemieckim kraju związkowym Dolna Saksonia. Należy do gminy Seevetal od 1 lipca 1972 roku. Ohlendorf liczy 1 776 mieszkańców (30.06.2008) i jest średniej wielkości dzielnicą gminy.

## Położenie
Ohlendorf leży w południowo-wschodniej części gminy; na południe od Horst i Maschen i na wschód od Ramelsloh, z którym to wspólnie ma dostęp do  autostrady A7 na węźle Seevetal-Ramelsloh. Dzielnica odległa jest ok. 30 km na południe od Hamburga.

## Historia
Po raz pierwszy pojawiła się pisemna wzmianka dopiero w 1420 roku, chociaż istnieją wykopaliska świadczące o obecności Celtów na tym terenie już w latach 700 - 600 p.n.e.

## Gospodarka
Ohlendorf jest miejscowością o charakterze rolniczym z jednym z największych gospodarstw warzywniczych w Niemczech.
Nielicznym wyjątkiem jest jedno z największych centrów logistycznych sieci Aldi w północnych Niemczech tuż przy węźle autostradowym.

## Komunikacja
Autobusami można się dostać do Hittfeldu lub Maschen, skąd jest już bardzo dogodne połączenie kolejowe lub autobusowe z Hamburgiem.